# 1472
| 1472               |
| ------------------ |
| Dødsfald - Fødsler |
|                    |

| Gregoriansk kalender | 1472 MCDLXXII           |
| Ab urbe condita      | 2225                    |
| Armensk kalender     | 921 ԹՎ ՋԻԱ              |
| Kinesiske kalender   | 4168 – 4169 辛卯 – 壬辰 |
| Etiopisk kalender    | 1464 – 1465             |
| Jødisk kalender      | 5232 – 5233             |
| Hindukalendere       |                         |
| - Vikram Samvat      | 1527 – 1528             |
| - Shaka Samvat       | 1394 – 1395             |
| - Kali Yuga          | 4573 – 4574             |
| Iransk kalender      | 850 – 851               |
| Islamisk kalender    | 877 – 878               |

Konge i Danmark: Christian 1. 1448-1481
Se også 1472 (tal)

## Begivenheder
- 20. februar -  Jakob 3. af Skotland annekterer Orkney- og Shetlandsøerne